# Balian Granier
Balian Granier (1195-1239), seigneur de Sidon, est le fils de Renaud Granier ou Grenier, et d'Helvis d'Ibelin. Il fut prénommé Balian d'après son illustre grand-père maternel Balian d'Ibelin, défenseur de Jérusalem face à Saladin. Son père étant mort en 1202, alors que Balian est encore très jeune, sa mère Helvis d'Ibelin se remarie avec Guy de Montfort-Castres, qui élève Balian et gère son héritage jusqu'à la majorité de celui-ci.
Il est connu pour avoir soutenu le parti impérial lors de la 5e Croisade menée par Frédéric II de Hohenstaufen, Empereur d'Allemagne s'étant fait couronner roi de Jérusalem. Celui-ci, à son retour en Europe en 1229, lui laissa alors la garde de la ville de Tyr, puis lui octroya en 1231 la co-baylie (régence) du royaume de Jérusalem-Acre avec Garnier l'Aleman.
Il déconseilla vivement aux Hongrois de la 5e Croisade de s'aventurer dans les zones les plus désertiques du Comté de Sidon essentiellement aux mains des Musulmans. Refusant de l'écouter, les Hongrois furent alors massacrés lors d'une embuscade tendue par des bandes Turcomanes.
Il négocia avec le maréchal Filanghieri, envoyé par Frédéric en 1228 pour reprendre contrôle de la Terre Sainte à Acre au nom de l'Empire. Il évita ainsi un bain de sang et aida la cause de la Terre Sainte Franque face à cette tentative de germanisation des Hohenstauffen.
Balian survécut à l'issue malheureuse de la croisade menée par Thibaud IV de Champagne en 1239. Il avait participé notamment à la bataille près d'Ascalon où une partie des chevaliers menés par Amaury VI de Montfort et Henri de Bar s'avança inconsidérément vers l'armée égyptienne. Il mourut en 1239, ou plutôt 1240 selon Philippe de Novare, après s'être vu remettre la Forteresse de Beaufort par les Aiyubides. C'est cette forteresse que son père Renaud Granier avait défendue par la ruse contre Saladin en 1190.
De son mariage avec Marguerite de Reynel, fille de Arnoul de Reynel et Ide de Brienne, il eut un fils Julien Granier qui lui succéda comme seigneur de Sidon, la plus grande partie de la seigneurie de Sidon ayant été recouvrée par Balian.